# Carenza di vitamina B12
La carenza di vitamina B12, nota anche come carenza di cobalamina, è la condizione medica caratterizzata da bassi livelli ematici di vitamina B12. In caso di lieve carenza, una persona può sentirsi stanca e presentare un numero ridotto di globuli rossi (anemia). In caso di carenza moderata, può verificarsi dolore alla lingua e l'inizio di problemi neurologici, tra cui sensazioni anomale come formicolio. Una grave carenza può includere una ridotta funzionalità cardiaca e problemi neurologici più gravi. I problemi neurologici possono includere cambiamenti nei riflessi, scarsa funzionalità muscolare, problemi di memoria, diminuzione del gusto e, in casi estremi, psicosi. Possono inoltre verificarsi condizioni di sterilità. Nei bambini piccoli, i sintomi includono scarsa crescita, scarso sviluppo e difficoltà di movimento. Senza un trattamento precoce, alcune delle problematiche possono diventare permanenti.
Cause comuni della carenza di vitamina B12 includono malassorbimento da parte dello stomaco o dell'intestino, mancanza di assunzione e aumento dei fabbisogni. Il ridotto assorbimento può essere dovuto ad anemia perniciosa, rimozione chirurgica dello stomaco, infiammazione cronica del pancreas, parassiti intestinali, assunzione di alcuni farmaci e alcuni disturbi genetici. I farmaci che possono ridurre l'assorbimento comprendono inibitori della pompa protonica, antagonista dei recettori H2 e metformina. La riduzione dell'assunzione può presentarsi nei vegetariani e nei malnutriti. Casi nei quali l'assunzione deve essere maggiore sono in caso di diagnosi di HIV/AIDS e in presenza di emolisi. La diagnosi si basa in genere sui livelli ematici di vitamina B12. Anche livelli elevati di acido metilmalonico possono indicare una carenza. Un tipo di anemia noto come anemia megaloblastica è spesso ma non sempre presente.
Il trattamento consiste nell'utilizzare la vitamina B12 per via orale o per iniezione; inizialmente in dosi giornaliere elevate, seguite da dosi più basse meno frequenti man mano che la condizione migliora. Se viene rilevata una causa reversibile, tale causa dovrebbe essere corretta. Se non viene trovata una causa reversibile - o quando non può essere eliminata - si consiglia di solito la somministrazione permanente di vitamina B12. La carenza da vitamina B12 è prevenibile con integratori contenenti vitamina: questo è consigliato in gravidanza, nelle diete vegetariane e vegane. Gli integratori non sono dannosi neanche per le altre tipologie di diete. Il rischio di tossicità dovuto alla vitamina B12 è basso.
Si stima che la carenza di vitamina B12 negli Stati Uniti e nel Regno Unito si verifichi in circa il 6% delle persone di età inferiore ai 60 anni e nel 20% delle persone di età superiore ai 60 anni. In America Latina, si stima che circa il 40% è affetto dalla carenza, e questa può raggiungere l'80% in alcune parti dell'Africa e dell'Asia.

## Segni e sintomi
La carenza di vitamina B12 può causare anemia e disturbi neurologici. Una lieve carenza non può causare alcun sintomo riconoscibile, ma man mano che la carenza diventa più significativa, possono insorgere sintomi dell'anemia, come debolezza, affaticamento, stordimento, battito cardiaco accelerato, respiro rapido e pallore della pelle. Può anche causare facile ecchimosi o sanguinamento, tra cui gengive sanguinanti, effetti collaterali gastrointestinali tra cui lingua dolorante, disturbi di stomaco, perdita di peso, diarrea o costipazione. Se la carenza non viene corretta, si possono verificare danni alle cellule nervose. In questo caso, la carenza di vitamina B12 può causare formicolio o intorpidimento delle dita delle mani e dei piedi, difficoltà nella deambulazione, alterazioni dell'umore, depressione, perdita di memoria, disorientamento e, nei casi più gravi, demenza.
Il principale tipo di anemia da carenza di vitamina B12 è l'anemia perniciosa. È caratterizzata da una triade di sintomi:
1. Anemia con promegaloblastosi del midollo osseo (anemia megaloblastica). Ciò è dovuto all'inibizione della sintesi del DNA (in particolare purina e timina).
2. Sintomi gastrointestinali: alterazione della motilità intestinale, come lieve diarrea o costipazione e perdita del controllo vescica o intestinale.[12] Si ritiene che questi siano dovuti a una sintesi difettosa del DNA che inibisce la replicazione in un sito con un elevato turnover delle cellule. Ciò può anche essere dovuto all'attacco autoimmune alle cellule parietali dello stomaco nell'anemia perniciosa. Esiste un'associazione con la sindrome di GAVE e l'anemia perniciosa.[13]
3. Sintomi neurologici: carenze sensoriali o motorie (riflessi assenti, riduzione delle sensazioni o sensazione del tatto morbido), degenerazione combinata subacuta del midollo spinale, convulsioni,[14][15][16][17] o persino sintomi di demenza[18] e o possono essere presenti altri sintomi psichiatrici. I sintomi da carenza nei bambini comprendono ritardo dello sviluppo, regressione, irritabilità, movimenti involontari e ipotonia.[19]

La presenza di sintomi sensoriali-motori periferici o di degenerazione combinata subacuta del midollo spinale suggerisce fortemente la presenza di una carenza di B12 invece della carenza di folati. L'acido metilmalonico, se non gestito correttamente dalla vitamina B12, rimane nella guaina mielinica, causando fragilità. Anche la demenza e la depressione sono state associate a questa carenza, probabilmente a causa della sottoproduzione di metionina a causa dell'incapacità di convertire l'omocisteina. La metionina è un cofattore necessario nella produzione di diversi neurotrasmettitori.
Ognuno di questi sintomi può manifestarsi da solo o insieme ad altri. Il complesso neurologico, definito come mielosi funicolare, è costituito dai seguenti sintomi:
1. Percezione alterata del tatto, pressione e vibrazione, perdita del senso del tatto, parestesie molto fastidiose e persistenti
2. Atassia della colonna dorsale
3. Diminuzione o perdita profonda di riflessi muscolo-tendinei
4. Riflessi patologici — Babinski, Rossolimo e altri; una grave paresi.

La carenza di vitamina B12 può causare danni gravi e irreversibili, in particolare al cervello e al sistema nervoso. Questi sintomi di danno neuronale non possono essere invertiti dopo la correzione delle anomalie e la possibilità di un'inversione completa diminuisce con il tempo. Le persone anziane corrono un rischio ancora maggiore di incorrere in questo tipo di danno. Nei bambini possono essere evidenti una serie di sintomi neurologici dovuti alla malnutrizione o all'anemia perniciosa nella madre. Questi includono scarsa crescita, apatia, non avere desiderio di cibo e regressione nello sviluppo. Mentre la maggior parte dei sintomi si risolve con l'integrazione, possono persistere alcuni problemi cognitivi e di sviluppo.
Solo un piccolo sottogruppo di casi di demenza è stato trovato reversibile con la terapia con vitamina B12. L'acufene può essere associato a carenza di vitamina B12.

## Cause
- Assunzione dietetica inadeguata di vitamina B12. La vitamina B12 si trova nei prodotti di origine animale (uova, carne, latte, pesce) e in alcune alghe commestibili.[25] La vitamina B12 isolata da colture batteriche viene anche aggiunta a molti alimenti fortificati e disponibile come integratore alimentare.[26] I vegani, e in misura minore i vegetariani, possono essere a rischio di carenza di vitamina B12 a causa di un'assunzione dietetica inadeguata se non propriamente integrata. I bambini hanno un rischio più elevato di carenza di vitamina B12 poiché hanno meno riserve di vitamine e un fabbisogno vitaminico relativamente più grande per calorie.
- Assorbimento selettivo alterato della vitamina B12 a causa di carenza di fattore intrinseco. Ciò può essere causato dalla perdita di cellule parietali gastriche nella gastrite atrofica cronica (nel qual caso, l'anemia megaloblastica risultante prende il nome di "anemia perniciosa") o può derivare da un'ampia resezione chirurgica dello stomaco (per qualsiasi motivo), oppure da rare cause ereditarie di alterata sintesi del fattore intrinseco. La carenza di vitamina B12 è più comune negli anziani poiché il fattore intrinseco gastrico, necessario per l'assorbimento della vitamina, è carente a causa della gastrite atrofica.[27]
- Assorbimento alterato della vitamina B12 nel contesto di un malassorbimento o sindrome da maldigestione più generalizzato. Ciò include qualsiasi forma dovuta a danno strutturale o ampia resezione chirurgica dell'ileo terminale (il sito principale dell'assorbimento di vitamina B12 ).
- Forme di acloridria (inclusa quella indotta artificialmente da farmaci come gli inibitori della pompa protonica e gli antagonisti del recettore dell'istamina 2 ) possono causare malassorbimento di B12 dagli alimenti, poiché è necessario l'acido per dividere B12 da proteine alimentari e proteine salivari leganti.[28] Questo processo è probabilmente la causa più comune di un basso livello di B12 negli anziani, che spesso hanno un certo grado di acloridria senza essere formalmente a basso contenuto di fattore intrinseco. Questo processo non influisce sull'assorbimento di piccole quantità di B12 in integratori come i multivitaminici, poiché non è legato alle proteine, come lo è la B12 negli alimenti.[29]
- Rimozione chirurgica del piccolo intestino (per esempio nel morbo di Crohn) nel quale il paziente presenta sindrome dell'intestino corto ed è in grado di assorbire la vitamina B12. Questo può essere trattato con iniezioni regolari di vitamina B12.
- L'uso a lungo termine di ranitidina cloridrato può contribuire alla carenza di vitamina B12.[30]
- La celiachia non trattata può anche causare un assorbimento alterato di questa vitamina, probabilmente a causa di danni alla mucosa dell'intestino tenue. In alcune persone, la carenza di vitamina B12 può persistere nonostante il trattamento con una dieta priva di glutine e richiedere l'integrazione.[31]
- Alcune procedure chirurgiche bariatriche, in particolare quelle che comportano la rimozione di parte dello stomaco, come la chirurgia di bypass gastrico Roux-en-Y. (Procedure come il bendaggio gastrico non sembrano influenzare significativamente il metabolismo di B12).
- Proliferazione batterica all'interno porzioni dell'intestino tenue, come può succedere nel sindrome dell'ansa cieca, può comportare un aumento del consumo di intestinale vitamina B12 da parte di questi batteri.[32]
- La metformina dei farmaci per il diabete può interferire con l'assorbimento dietetico di B12.[33]
- Un disturbo genetico, la carenza di transcobalamina II può essere una causa.[34] Anche mutazioni del gene per la cubilina (CUBN) sul cromosoma 10 o nel gene amnionless (AMN) sul cromosoma 14 possono causare malassorbimento selettivo di vitamina B12 (sindrome di Imerslund-Gräsbeck)[35].
- Alcolismo - se una "dieta" con assunzione eccessiva di alcol viene sostituita con una dieta adeguata nelle fonti di B12 .
- Esposizione all'ossido di azoto[34][36]
- Infezione con la tenia Difhyllobothrium latum
- Esposizione cronica a muffe tossigeniche e micotossine trovate in edifici danneggiati dall'acqua.[37][38]
- Aumento del fabbisogno da parte dell'organismo a causa dell'AIDS o emolisi della rottura dei globuli rossi.[2]

## Diagnosi

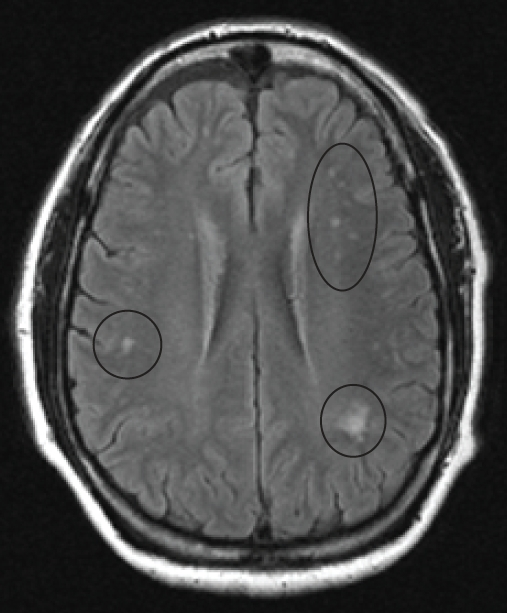
Immagine MRI del cervello con deficit di vitamina B _{12}, vista assiale che mostra "l' immagine FLAIR precontrastata": notare le lesioni anomale (cerchiate) nell'area periventricolare che suggeriscono una patologia della sostanza bianca.

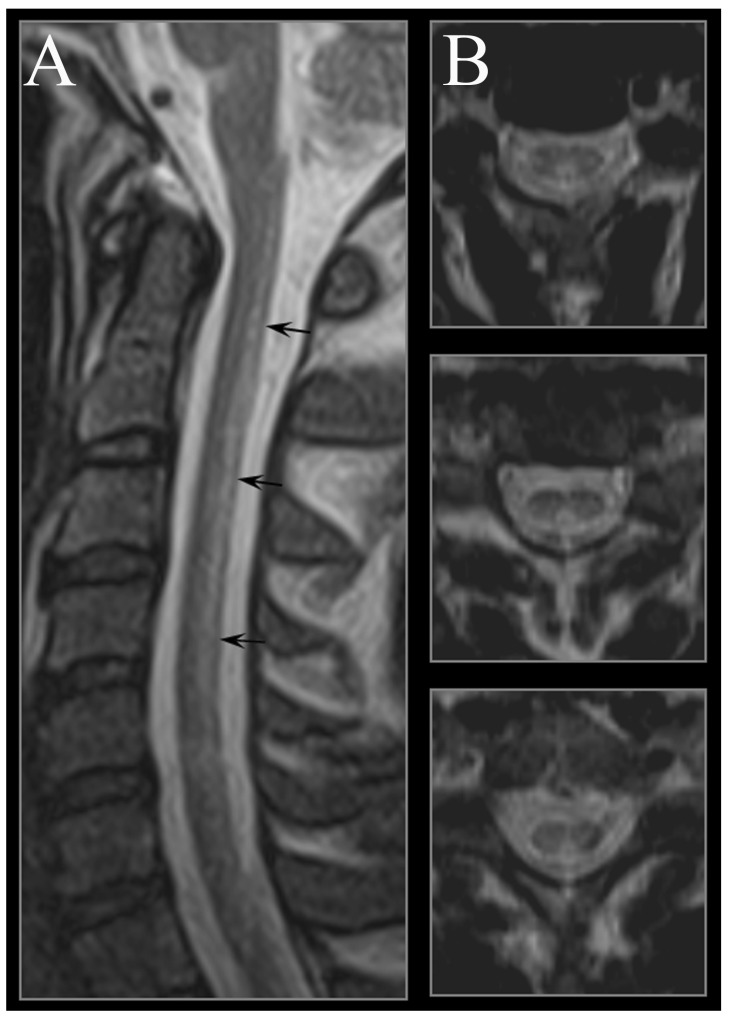
Immagine di risonanza magnetica del midollo spinale cervicale in carenza di vitamina B_{12} che mostra degenerazione combinata subacuta. (A) L'immagine ponderata T2 di mezza porzione mostra iperintensità lineare nella porzione posteriore del tratto cervicale del midollo spinale (frecce nere). (B) Le immagini assiali T2 ponderate rivelano il coinvolgimento selettivo delle colonne posteriori.

La diagnosi è tipicamente basata sui livelli ematici di vitamina B12 inferiori a 120-180 pmol/L (170-250 pg/mL ) negli adulti. Livelli elevati di acido metilmalonico (valori> 0,4 micromol / L) possono indicare una carenza. Tuttavia, se i livelli elevati di acido metilmalonico sono ancora accompagnati da livelli elevati di acido malonico, ciò può anche indicare la malattia metabolica spesso trascurata dell'aciduria combinata malonica e metilmalonica (CMAMMA).
I livelli sierici di omocisteina e acido metilmalonico sono considerati indicatori più affidabili della carenza di B12 rispetto alla concentrazione di B12 nel sangue. I livelli di queste sostanze sono segni evidenti di carenza di vitamina B12 e possono essere utili se la diagnosi non è chiara.
Se si sospetta un danno al sistema nervoso, è possibile l'analisi B12 nel liquido cerebrospinale, sebbene un test così invasivo debba essere preso in considerazione solo se l'analisi del sangue non è conclusiva.
Il test di Schilling era un metodo radio-isotopico, ora obsoleto, per testare la bassa vitamina B12.

## Trattamento

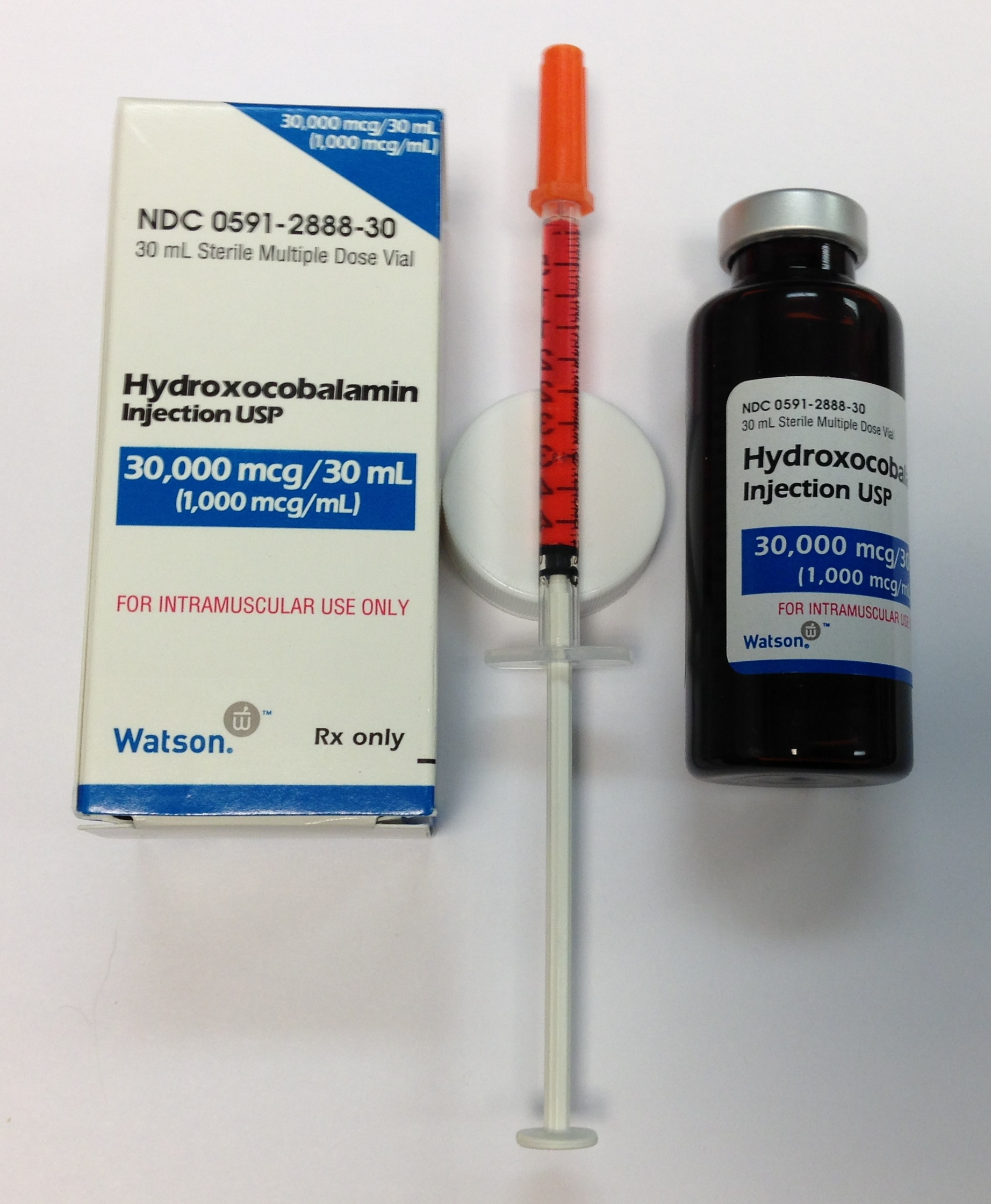
L'iniezione di idrossicobalamina è una soluzione liquida di colore rosso chiaro.

La vitamina B12 può essere integrata con pillole o tramite iniezione e sembra essere ugualmente efficace nelle persone con bassi livelli se la causa è il cattivo assorbimento di B12.
Quando vengono somministrate dosi elevate per via orale, il suo assorbimento non dipende dalla presenza di fattore intrinseco o da un ileo intatto. Generalmente da 1 a 2 mg al giorno è la dose consigliata. Anche l'anemia perniciosa può essere trattata interamente per via orale. Questi integratori trasportano dosi così elevate di vitamina che dall'1% al 5% viene assorbito lungo l'intero intestino mediante diffusione passiva.

## Epidemiologia
La carenza di vitamina B12 è piuttosto diffusa. Negli Stati Uniti e nel Regno Unito, circa il 6% delle persone soffre della carenza, e questo aumenta a circa il 20% nelle persone di età superiore ai sessanta. Nei paesi meno sviluppati i tassi sono più alti. Ad esempio in America Latina il 40%, in alcune parti dell'Africa il 70% e in alcune parti dell'India tra 70 e l'80%.

## Storia
Adattato da:
- 1849 - Thomas Addison descrive per la prima volta un caso di anemia perniciosa.[49]
- 1877 - William Osler e William Gardner descrissero per la prima volta un caso di neuropatia in questa condizione.[48]
- 1878 - Hayem descrisse per la prima volta grandi globuli rossi nel sangue periferico in questa condizione, che chiamò "corpuscoli di sangue giganti", ora chiamati macrociti.[48]
- 1880 - Paul Ehrlich identifica per la prima volta i megaloblasti nel midollo osseo in questa condizione.[48]
- 1887 - Ludwig Lichtheim descrive per la prima volta un caso di miopatia in questa condizione.[48]
- 1926 - George Minot condivise il Premio Nobel con William Murphy e George Whipple, per la scoperta di un trattamento efficace per l'anemia perniciosa con concentrato di fegato, che in seguito trovò contenere una grande quantità di vitamina B12.[50]
- 1929 - William Castle dimostrò che il succo gastrico conteneva un "fattore intrinseco" che, combinato con l'ingestione di carne, provocava l'assorbimento della vitamina in questa condizione.[48]

## Altri animali
I ruminanti, come mucche e pecore, assorbono la B12 sintetizzata dai loro batteri intestinali. Quantità sufficienti di cobalto e rame devono essere consumate per far avvenire questa sintesi di B12.

### Epidemie
All'inizio del XX secolo, durante lo sviluppo dell'agricoltura dell'Altopiano vulcanico dell'Isola del Nord, in Nuova Zelanda, i bovini soffrivano di quella che veniva definita "malattia dei cespugli". Fu scoperto nel 1934 che i suoli vulcanici mancavano dei sali di cobalto essenziali per la sintesi della vitamina B12.
La "malattia costiera" delle pecore nelle dune di sabbia costiere dell'Australia meridionale negli anni '30 è stata originata da carenze nutrizionali degli oligoelementi, del cobalto e del rame. La carenza di cobalto è stata superata dallo sviluppo di "proiettili di cobalto", densi granuli di ossido di cobalto mescolati con argilla somministrata per via orale, che è stata poi trattenuta nel rumine dell'animale.